# Медвеш
Медвеш (рум. Medveș) — село у повіті Алба в Румунії. Входить до складу комуни Фереу.
Село розташоване на відстані 261 км на північний захід від Бухареста, 45 км на північний схід від Алба-Юлії, 63 км на південний схід від Клуж-Напоки, 139 км на північний захід від Брашова.

## Населення
За даними перепису населення 2002 року у селі проживали 220 осіб, з них 218 осіб (99,1%) угорців. Рідною мовою 216 осіб (98,2%) назвали угорську.